# Eltjo Rugge
Eltjo Rugge (Stootshorn, 10 september 1872 - Groningen, 7 februari 1950) was een Nederlands politicus. Hij was lid van de SDAPRugge was 45 jaar lang lid van de gemeenteraad van Groningen, waarvan 20 jaar, van 1924 tot 1943, wethouder van volkshuisvesting en openbare werken. Daarnaast was hij lid van de Tweede Kamer en van de Eerste Kamer.
Rugge was een trouwe volgeling van Pieter Jelles Troelstra, die hij steunde bij diens revolutiepoging in 1918. Hij werd bekend door de aanleg van arbeiderswijken in de stad Groningen, zoals de Oosterparkwijk. In de Tweede Kamer hield hij zich bezig met landbouw, Groningse zaken en arbeidszaken.
Aan het begin van de Tweede Wereldoorlog was Rugge een verklaard tegenstander van de Nederlandsche Unie. Na de bevrijding weigerde hij toe te treden tot de nieuwe PvdA. Na zijn terugtreden als gemeenteraadslid in 1946 werd zijn naam ingeschreven in het Gulden Boek.